# بانی‌فیکس به تعطیلات می‌رود

## اطلاعات فیلم
تعطیلات بونیفس (به روسی: Каникулы Бонифация، تلفظ: Kanikuly Bonifaciya) که در ایران با نام بانی‌فیکس به تعطیلات می‌رود به نمایش درآمد، نام یک فیلم کوتاه انیمیشن روسی به کارگردانی فیودور خیتروک است که بر اساس داستانی از نویسندهٔ چک میلوش ماتسورک در استودیوی فیلم‌سازی سایوزمولتفیلم در ۱۹۶۵ ساخته شد.

## خلاصه داستان
بانی‌فیکس، شیر سیرک مهربانی است که برای گذراندن تعطیلات پیش مادربزرگش در آفریقا می‌رود. اما او در آنجا کودکانی را می‌بیند و به‌جای استراحت کردن، شروع به انجام حرکات نمایشی برای سرگرم ساختن آنان می‌کند و این کار را تا آخرین روز تعطیلاتش انجام می‌دهد.

## سایر اعضای گروه تولید

### کارگردان هنری
- سرگئی آلیموف

### اَنیماتورها
- یوری نورشتاین
- ادوارد نازارف
- ایگور پادگورسکی
- آناتولی پتروف
- لئونید ناسیریف
- ماریا ماتروک
- گالینا بارینووا
- ولادیمیر ماروزوف
- یانا ولسکایا
- یوری کوزیورین
- دیمیتری آنپیلوف

## جوایز
- ۱۹۶۵ - دیپلم افتخار از جشنوارهٔ بین‌المللی فیلم کورک درایرلند
- ۱۹۶۶ - جایزهٔ نخست بخش فیلم‌های پویانمایی کودکان از جشنوارهٔ فیلم شوروی در کیف
- ۱۹۶۶ - جایزهٔ پلیکان طلایی از جشنوارهٔ بین‌المللی فیلم‌های پویانمایی مامایا
- ۱۹۶۷ - دیپلم افتخار از جشنوارهٔ فیلم‌های کودکان تهران